# Paolo Dezza
Paolo Dezza (ur. 13 grudnia 1901 w Parmie, zm. 17 grudnia 1999 w Rzymie) – włoski duchowny katolicki, jezuita, kardynał.

## Życiorys
W wieku 17 lat wstąpił do jezuitów i studiował na ich uczelniach we Włoszech, w Hiszpanii i Niemczech. Po uzyskaniu święceń kapłańskich 25 marca 1928 roku kontynuował studia na Papieskim Uniwersytecie Gregoriańskim w Rzymie. W 1935 roku został prowincjałem w Mediolanie. Przez wiele lat wykładał metafizykę, a w latach 1941–1951 był rektorem Uniwersytetu Gregoriańskiego. W 1965 roku został asystentem generalnym Towarzystwa Jezusowego. Był spowiednikiem Pawła VI i Jana Pawła I. W uznaniu jego wielkich zasług dla całego Kościoła Jan Paweł II oddelegował go w 1981 roku do kierowania Towarzystwem Jezusowym, gdyż dotychczasowy generał o. Pedro Arrupe ze względu na stan zdrowia musiał ustąpić. Ta decyzja wywołała falę krytyki wśród jezuitów, zarzucających papieżowi ingerencję w sprawy ich wspólnoty. Tymczasem 80-letni delegat niezwykle sprawnie i skutecznie kierował Towarzystwem Jezusowym, które przeżywało wówczas kryzys tożsamości; znacznie przyczynił się do jego odnowy i przygotował zakon do wyboru 13 września 1983 nowego generała, Holendra o. Petera Hansa Kolvenbacha. Doceniając te i wiele innych zasług sędziwego już jezuity dla Kościoła, papież Jan Paweł II mianował go 28 czerwca 1991 kardynałem. Sam zainteresowany poprosił jednak Jana Pawła II, aby mógł nadal pracować jako zwykły ksiądz. Tak też się stało i nowy kardynał był jednym z nielicznych członków Kolegium Kardynalskiego bez sakry biskupiej.